# Хлебников, Борис Игоревич
Бори́с И́горевич Хле́бников (род. 28 августа 1972, Москва) — российский кинорежиссёр, сценарист и продюсер.

## Биография
Борис Хлебников родился в Москве в семье ученых. Мать — физик, отец — специалист в области философии. В школе Борис учился плохо, дважды был отчислен из двух школ за неуспеваемость. После школы два года учился на биолога, затем поступил на киноведческий факультет ВГИКа. Режиссёр двух короткометражных фильмов (совместно с Алексеем Попогребским).
Дебютом в полнометражном кино стал совместный с Алексеем Попогребским фильм «Коктебель» (2003). Сценарий будущей картины победил на конкурсе сценариев, проводимым Европейской киноакадемией в рамках Берлинского кинофестиваля. Одновременно в России сценарий был поддержан Службой кинематографии Минкульта. Фильм «Коктебель» на 25-м Московском кинофестивале получил Спецприз жюри, приз ФИПРЕССИ за дебют и аналогичную награду жюри российских критиков. После этого оба режиссёра работают по отдельности.
В 2006 году снял фильм «Свободное плавание», за который в этом же году получил приз за режиссуру на фестивале «Кинотавр» в Сочи, а также две Национальных премии кинокритики и кинопрессы «Белый слон» — за фильм и режиссуру.
В 2007 году снимает документальный фильм «Уехал» (совместно с Валерией Гай Германикой), главный герой которого — белорусский гастарбайтер. Как признавался сам Хлебников, опыт работы с данным жизненным материалом был необходим для съёмок фильма «Сумасшедшая помощь».
В 2009 году снимает фильм «Сумасшедшая помощь» и короткометражку «Позор» для киноальманаха «Короткое замыкание». В том же году участвует в телепроекте «Черчилль».
Стоял у истоков проекта «Кинотеатр.doс». Является членом отборочной комиссии программы фестиваля «Кинотеатр.doс». Креативный продюсер на телеканале ТНТ. Преподаёт в Высшей школе журналистики ГУ-ВШЭ на курсах документального кино и театра и основ продюсирования телевизионных фильмов.
В 2010 году стал одним из учредителей Киносоюза и до Первого Съезда был его председателем.
Премьера фильма «Долгая счастливая жизнь» состоялась на 63-м Берлинском международном кинофестивале в программе основного конкурса. В 2014 году фильм номинировался на премию «Ника» в трёх категориях: за лучший фильм, за лучшую режиссёрскую работу, за лучшую сценарную работу.
Фильм Хлебникова «Аритмия» был удостоен Гран-при и приза зрительских симпатий на XXVIII Открытом российском кинофестивале «Кинотавр» и множества призов российских и международных фестивалей.
В 2022 году назначен арт-директором кинофестиваля «Дух огня».

## Общественная позиция
В марте 2014 года подписал письмо российского «Союза кинематографистов и профессиональных кинематографических организаций и объединений» своим коллегам с Украины, осуждающее российскую военную интервенцию на Украину.
В 2018 г. поддержал обращение Европейской киноакадемии в защиту заключённого в России украинского режиссёра Олега Сенцова.
Подписал открытое письмо КиноСоюза против военного вторжения в Украину.

## Семья
Женат. Имеет двух сыновей. Супруга Юлия, монтажёр кино. Над многими проектами работают вместе.
Дети:
первый сын: Макар, – актёр

второй сын: Глеб,– сценарист, закончил курсы А. Ходоровского.

## Фильмография
- «Рокко и его братья»

### Режиссёр
- 1997 — «Мимоход» (короткометражный, документальный; совместно с Алексеем Попогребским)
- 2000 — «Хитрая лягушка» (короткометражный; совместно с Алексеем Попогребским)
- 2003 — «Коктебель» (совместно с Алексеем Попогребским)
- 2006 — «Свободное плавание»
- 2006 — «Уехал» (короткометражный, документальный; совместно с Валерией Гай Германикой)
- 2009 — «Сумасшедшая помощь»
- 2009 — «Короткое замыкание» — короткометражный фильм «Позор»
- 2009 — «Черчилль», фильм 9 — «Смертельная роль»
- 2012 — «Пока ночь не разлучит»[18]
- 2012 — «Некуда спешить» (новелла «Спасительный туннель»).
- 2013 — «Долгая счастливая жизнь» (рабочее название — «Конецдворье»)
- 2015 — «Озабоченные, или Любовь зла» (телесериал)
- 2016 — «День до» (новелла «Наследие человечества»)
- 2017 — «Аритмия»
- 2018 — «Обычная женщина» (сериал, 2 сезона)
- 2019 — «Шторм» (сериал)
- 2020 — «И привет» (короткометражный; совместно с Натальей Мещаниновой)
- 2021 — «Солнечная линия»
- 2021 — «Товарищ майор», сериал (в производстве)
- 2023 — «Третий в постели», сериал[19]
- 2023 — «Снегирь»

### Сценарист
- 2003 — «Коктебель» (совместно с Алексеем Попогребским)
- 2006 — «Свободное плавание» (совместно с Александром Родионовым)
- 2009 — «Сумасшедшая помощь»
- 2009 — «Короткое замыкание» (совместно с М. Курочкиным и И. Угаровым в новелле «Позор»)
- 2012 — «Некуда спешить» (новелла «Спасительный туннель»).
- 2013 — «Долгая счастливая жизнь» (совместно с Александром Родионовым)
- 2017 — «Аритмия» (совместно с Наталией Мещаниновой)
- 2018 — «Сердце мира» (участие)
- 2023 — «Снегирь» (совместно с Наталией Мещаниновой)

### Продюсер
- 2008 — «Любовь на районе» (сериал, 2 сезона)
- 2014 — «Здорово и вечно» (документальный, о Егоре Летове; исполнительный продюсер)
- 2021 — «Выжившие» (постапокалиптический цикл сериалов; креативный продюсер)[20]
- 2021 — «Нуучча»[21]
- 2021 — «Пингвины моей мамы»[22]
- 2022 — «Почка» (сериал, 3 сезона)
- 2022 — «Нереалити» (сериал, 2 сезона; продюсер первого сезона)
- 2022 — «Штурм»
- 2022 — «Кончится лето»[23]

## Премии и номинации
- 2003 — ММКФ, специальный приз жюри, приз ФИПРЕССИ за дебют за фильм «Коктебель»
- 2006  — Кинофестиваль «Кинотавр», приз за режиссуру фильма «Свободное плавание»
- 2014 — номинации на премию «Ника» в  категориях: за лучший фильм, за лучшую режиссёрскую работу, за лучшую сценарную работу («Долгая счастливая жизнь»).
- 2017 — Кинофестиваль «Кинотавр», главный приз за фильм  «Аритмия»[24]
- 2017 — Второй Уральский открытый фестиваль российского кино (Екатеринбург) — Гран-при фестиваля и приз «Слон» гильдии киноведов и кинокритиков России «за тонкое ощущение ритмов современной жизни»[25]
- 2017 — 25-й фестиваль русского кино в Онфлёре[26]:
  - Гран при фестиваля (за фильм  «Аритмия»)
  - приз публики
- 2018 — Премия «Золотой орёл»
  - Номинация на премию за лучший фильм года (фильм  «Аритмия»)
  - Номинация на премию за лучшую режиссуру
  - Номинация на премию за лучший сценарий
- 2018 — Премия «Ника»:
  - Премия за лучший фильм года (фильм  «Аритмия»)
  - Премия за лучшую режиссуру
  - Премия за лучший сценарий
- 2020 — Премия «Ника»:
  - Специальный приз Совета Академии «За творческие достижения в искусстве телевизионного кинематографа» за 2019 год (фильм «Шторм»)[27]